# Стеван Д. Поповић
Стеван Д. Поповић (25. јул 1844 — 24. септембар 1902) био је српски политичар, педагог и преводилац.

## Биографија
Основну школу и четири разреда гимназије завршио је у родном граду Шапцу. Даље школовање наставио је најпре у Београду (пети до седми разред гимназије), затим у Цириху, Берлину и Готи. Студирао је педагошке науке.
Постављен је за писара Министарства просвете 1868. године, затим за професора Учитељске школе у Београду од 1871. Заједно са Савом Грујићем био је у одбору штампарије, која је штампала опозициону Јавност Светозара Марковића. Саву Грујића су због тога отпустили, а Стеван је остао на свом положају, али тај догађај му је створио неприлике, па је сам дао оставку јуна 1874. и отишао у Беч, а онда и са породицом у Немачку. Тамо је продужио студије педагошких наука у Берлину и Лајпцигу, где је остао до 1875. године
Од 1875. године се вратио у Србију,где је био именован за секретара Министарства просвете. Затим је 1877. постављен за директора (управитеља) Учитељске школе до 1880, па је постао референт за основну школу од 1882. у Министарству просвете, где је и остао до првог пензионисања 1891. године. Као секретар Стојана Новаковића помогао је да се спроведе велика реформа свих школа. Законом из 1882. основна школа је по први пут постала обавезна и продужена је са четири на шест разреда. Одмах је била потребна нова учитељска школа за повећан број учитеља, а да би се подстакли учитељи повећана им је плата. Стевановим залагањем отворена је нова учитељска школа у Нишу.
Био је 1880. први уредник Педагошког гласника, службеног листа Министарства просвете.
Постављен је за министра просвете 21. октобра 1884. до 4. априла 1886, у првој и другој влади Милутина Гарашанина, а краће време био је и комесар Народне банке. Реактивиран је и 1894. постављен је за Председника пореске управе.
Био је први управник Врачарске штедионице, основане 1893. на предлог Друштва за улепшање Врачара.
Од 13. маја 1895. је био министар финансија, у влади Николе Христића и влади Стојана Новаковића, уклоњен је 17. децембра 1896, па враћен 23. октобра 1897.и коначно пензионисан 8. децембра 1898. у влади Владана Ђорђевића.
Као министар финансија уговорио је са кредиторима 20. јуна 1895. Карлсбадски аранжман о конверзији српских дугова. Према том аранжману Србији је олакшана отплата дуга, смањена је камата са 6% или 5% на 4% и продужен је рок исплате, али сви реални државни приходи су били заложени. Конвертирани дуг износио је 355 милиона динара. Смањењем каматне стопе и продужењем отплате годишња исплата државног дуга смањена је са 23 милиона на 18 милиона динара.
Био је редовни члан (Одсека филолошког и философског) Српског ученог друштва од 25. јануара 1870. Био је секретар и благајник Српског ученог друштва од 1883, почасни члан Српске академије наука и уметности од 5. новембра 1892. и члан Чупићевог одбора. Био је један од утемељивача Друштва Светог Саве и оснивач Српског новинарског друштва 21. децембра 1881. и потписник његовог првог статута. Од 1898. до 1901. био је члан Државног савета, а онда је поново пензионисан.
Написао је велики број књига и чланака из педагогије и превео више романа, приповедака и позоришних комада са немачког и француског језика. Писао је расправе из педагогије и израдио је средњошколске уџбенике из немачког језика и математике.
Некролог му је објавњен у педагошком гласнику 1902.

## Занимљивости
Основна школа Јанко Веселиновић у Шапцу, је до 1945. године носила име Стевана Д. Поповића

## Преводи
- Алпијски цар и човекомрзац - драма Ф. Рајмунда ( 1878 )
- Школа живота - драма  Е. Раупаха ( 1880 )
- Струензе - драма М. Бера ( 1882 )
- Клеветници - драма Е. Скриба ( 1884 )
- Моја звезда - драма Е. Скриба ( 1885 )
- Први Корак - драма Е. Лабиша ( 1887 )
- Учи занат - драма Л. ди Кастелнуова ( 1888 )
- Нарцис - драма Алберта Емила Брахфогла ( 1901 )